# Temporada 1965-66 de los Philadelphia 76ers
La temporada 1965-66 fue la decimoséptima de los Philadelphia 76ers en la NBA, y la tercera en Filadelfia, Pensilvania, tras haber jugado hasta entonces en Syracuse bajo el nombre de Syracuse Nationals. La temporada regular acabó con 55 victorias y 25 derrotas, ocupando el primer puesto de la división Este, clasificándose para los playoffs en los que cayeron en las finales de división ante los Boston Celtics.

## Elecciones en elDraft
| Ronda | Puesto | Jugador          | Posición | Nacionalidad   | Universidad    |
| ----- | ------ | ---------------- | -------- | -------------- | -------------- |
| 1     | 5      | Billy Cunningham | Alero    | Estados Unidos | North Carolina |
| 2     | 13     | Jesse Branson    | Alero    | Estados Unidos | Elon           |
| 3     | 22     | Bob Weiss        | Base     | Estados Unidos | Penn State     |
| 4     | 31     | Hank Finkel      | Pívot    | Estados Unidos | Dayton         |

## Temporada regular
| División Este        | División Este | División Este | División Este | División Este | División Este | División Este | División Este | División Este |
| Equipo               | G             | P             | %             | PD            | Casa          | Fuera         | Neutral       | Div           |
| -------------------- | ------------- | ------------- | ------------- | ------------- | ------------- | ------------- | ------------- | ------------- |
| x-Philadelphia 76ers | 55            | 25            | .688          | –             | 22–3          | 20–17         | 13–5          | 20–10         |
| x-Boston Celtics     | 54            | 26            | .675          | 1             | 26–5          | 19–18         | 9–3           | 19–11         |
| x-Cincinnati Royals  | 45            | 35            | .563          | 10            | 25–6          | 11–23         | 9–6           | 16–14         |
| New York Knicks      | 30            | 50            | .375          | 25            | 20–14         | 4–30          | 6–6           | 5–25          |

## Playoffs

### Finales de División
Boston Celtics vs. Philadelphia 76ers 
| Fecha       | Partido                                    | Ciudad     |
| ----------- | ------------------------------------------ | ---------- |
| 3 de abril  | Philadelphia 76ers 96, Boston Celtics 115  | Filadelfia |
| 6 de abril  | Boston Celtics 114, Philadelphia 76ers 93  | Boston     |
| 7 de abril  | Philadelphia 76ers 111, Boston Celtics 105 | Filadelfia |
| 10 de abril | Boston Celtics 114, Philadelphia 76ers 108 | Boston     |
| 12 de abril | Philadelphia 76ers 112, Boston Celtics 120 | Filadelfia |
|             | Boston Celtics gana las series 4-1         |            |

## Estadísticas
| Rk | Jugador          | Edad | P  | PT | MP   | TC   | TCI  | %TC  | TL  | TLI  | %TL  | RB   | AS  | FP  | PTS  |
| 1  | Wilt Chamberlain | 29   | 79 |    | 47.3 | 13.6 | 25.2 | .540 | 6.3 | 12.4 | .513 | 24.6 | 5.2 | 2.2 | 33.5 |
| 2  | Hal Greer        | 29   | 80 |    | 41.6 | 8.8  | 19.8 | .445 | 5.2 | 6.4  | .804 | 5.9  | 4.8 | 3.9 | 22.7 |
| 3  | Chet Walker      | 25   | 80 |    | 32.5 | 5.5  | 12.3 | .451 | 4.2 | 5.9  | .716 | 8.0  | 2.5 | 3.0 | 15.3 |
| 4  | Wali Jones       | 23   | 80 |    | 27.5 | 3.7  | 10.0 | .370 | 1.6 | 2.2  | .744 | 2.1  | 3.4 | 3.1 | 9.0  |
| 5  | Billy Cunningham | 22   | 80 |    | 26.7 | 5.4  | 12.6 | .426 | 3.5 | 5.5  | .634 | 7.5  | 2.6 | 3.8 | 14.3 |
| 6  | Luke Jackson     | 24   | 79 |    | 24.9 | 3.1  | 7.8  | .401 | 2.0 | 2.7  | .738 | 8.6  | 1.7 | 2.7 | 8.2  |
| 7  | Al Bianchi       | 33   | 78 |    | 16.8 | 2.7  | 7.2  | .382 | 0.8 | 1.3  | .673 | 1.7  | 1.7 | 3.0 | 6.3  |
| 8  | Dave Gambee      | 28   | 72 |    | 14.8 | 2.3  | 6.1  | .384 | 2.2 | 2.6  | .850 | 3.8  | 1.0 | 2.6 | 6.9  |
| 9  | Gerry Ward       | 24   | 66 |    | 12.7 | 1.0  | 2.9  | .354 | 0.6 | 0.9  | .650 | 1.3  | 1.2 | 2.5 | 2.6  |
| 10 | Ben Warley       | 29   | 1  |    | 6.0  | 1.0  | 3.0  | .333 | 0.0 | 0.0  |      | 2.0  | 0.0 | 1.0 | 2.0  |
| 11 | Bob Weiss        | 23   | 7  |    | 4.3  | 0.4  | 1.3  | .333 | 0.0 | 0.0  |      | 1.0  | 0.6 | 1.4 | 0.9  |
| 12 | Art Heyman       | 24   | 6  |    | 3.3  | 0.5  | 1.5  | .333 | 0.7 | 0.8  | .800 | 0.7  | 0.7 | 0.7 | 1.7  |
| 13 | Jesse Branson    | 24   | 5  |    | 2.8  | 0.2  | 1.2  | .167 | 0.6 | 0.8  | .750 | 1.8  | 0.2 | 0.8 | 1.0  |

## Galardones y récords
| Jugador          | Galardón                                                           |
| Hal Greer        | 2º Mejor quinteto de la NBA All-Star                               |
| Wilt Chamberlain | MVP de la Temporada de la NBA 2º Mejor quinteto de la NBA All-Star |
| Billy Cunningham | Mejor quinteto de rookies de la NBA                                |
| Chet Walker      | All-Star                                                           |
| Dolph Schayes    | Entrenador del Año de la NBA                                       |